# Buda-Cash Brókerház Zrt.
A Buda-Cash Brókerház Zrt. (ejtsd: buda-kes, röviden Buda-Cash) 1995–2015 között egy magyar, értékpapír-kereskedelemmel foglalkozó brókercég volt. 2015-ben botrányos körülmények között szűnt meg.

## Központi címe
1118 Budapest, Ménesi út 22.

## Története
1995 májusában alapította Pintér Zoltán. Alapításától kezdve a Budapesti Értéktőzsde (BÉT) tagja volt.

### A 2015-ös botrány

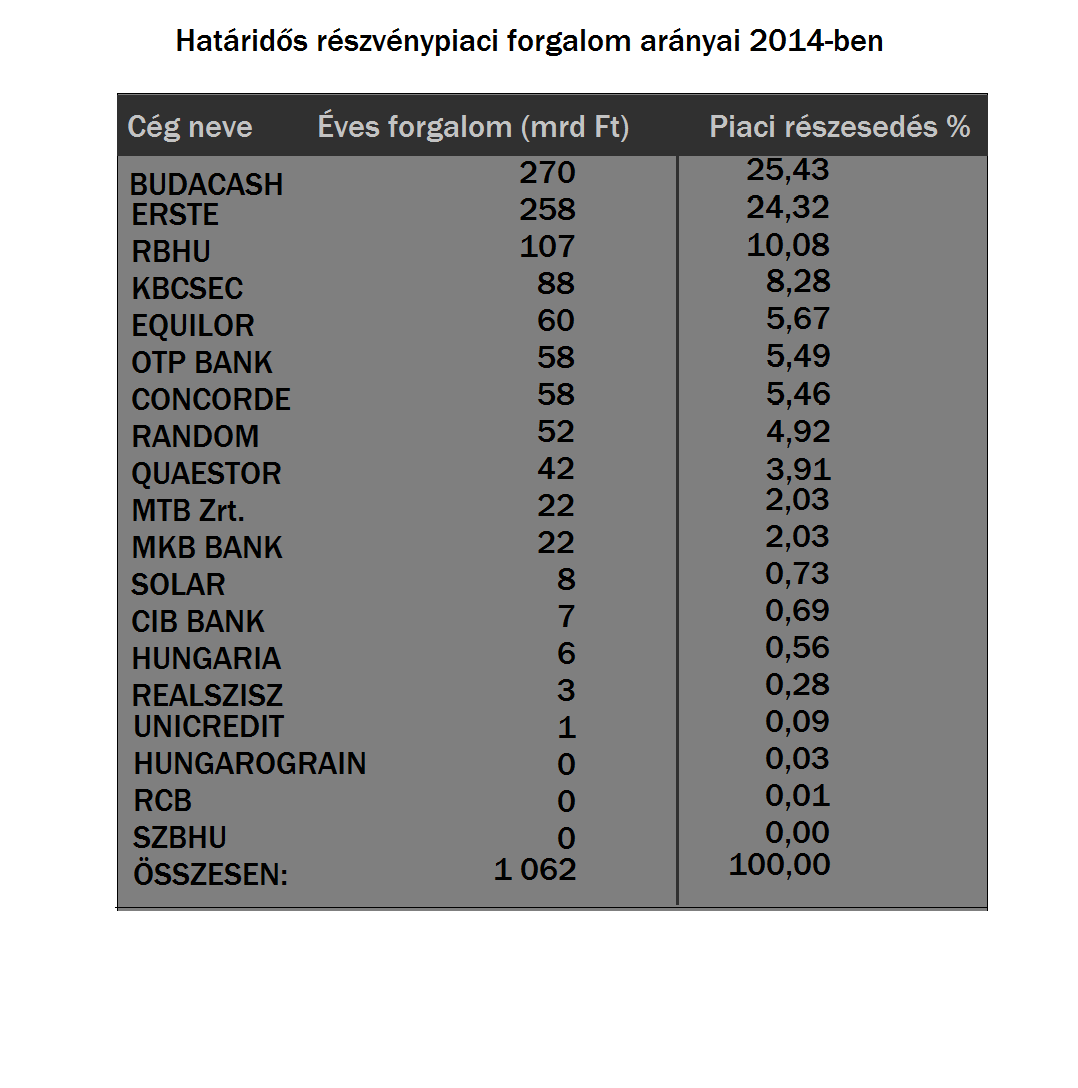
A határidős részvénypiac megoszlása 2014-ben Magyarországon

A Magyar Nemzeti Bank (MNB) 2015. február 23-án bejelentette, hogy azonnali hatállyal felfüggesztette a Buda-Cash Brókerház Rt. működési engedélyét, és felügyeleti biztosokat rendelt ki. A biztosok még aznap átvették a brókercég irányítását az igazgatóságától. A takarékszövetkezetekből kinőtt DRB-bankcsoport négy bankjának tevékenységét szintén felfüggesztették. Az MNB közleménye szerint a céggel szemben indított átfogó felügyeleti vizsgálat alatt „súlyos visszaélésekre utaló információk” derültek ki. A piacfelügyeleti funkciót ellátó jegybank biztonsági okokból zárolta az ügyfelek számláit. Ezek az óvintézkedések visszavonásig, de legfeljebb a vizsgálat végéig maradtak hatályban. Egyidejűleg felfüggesztették a Buda-Cash-sel szoros kapcsolatban álló DRB-bankcsoport mind a négy bankjának a működését is.
Az MNB 2015. február 27-én újabb sajtóközleményt tett közzé a Buda-Cash és a DRB-bankcsoport ügyében. Ugyanakkor a Figyelő című hetilap felvetette, hogy esetleg off-shore cégbirodalom lehet Pintér István érdekeltségei mögött. Az MNB néhány minisztérium, a Buda-Cash és az Országos Betétbiztosítási Alap (OBA) részvételével válságstábot alakított. A Magyar Nemzet 2015. február 28-i értesülése szerint megkezdődött a nyomozás sikkasztás gyanúja miatt.
Az ügy személyi háttere is nyilvánosságot kapott a napisajtóban. Rogán Antal, a Fidesz frakcióvezetője 2015. február végén a kirobbant botrányt a második szocialista brókerbotránynak nevezte, utalva a Kulcsár-ügyre is. A kijelentés politikai vihart keltett. A Fidesz 2015. március 6-án korábbi (szocialista) pénzügyminiszterek meghallgatását indítványozta. Tölgyesit – több társával egyidejűleg – a rendőrség 2015. március elején  őrizetbe vette. 2018 októberében a büntetőperben első fokon 7 év 6 hónap börtönbüntetést kapott V. Péter, P. Zoltán, T. Péter, Gy. János és P. Gyula folytatólagosan elkövetett sikkasztás büntette miatt. Az elsőfokú ítéletet a másodfokú bíróság 2018. november 14-én, az első tárgyalási napon hatályon kívül helyezte, az elsőfokú bíróságot az eljárás folytatására és új határozat meghozatalára utasította. 

## Cégadatok
- Cégjegyzékszám: 01-10-043344
- Adószám: 12249312-1-43
- ÁPTF engedély száma: 70.096/1995
- PSZÁF engedély száma: III/73.009-30/2002
- KSH-besorolási szám: 12249312-6890-114-01